# Victor Schertzinger
Victor L. Schertzinger (født 8. april 1888, død 26. oktober 1941) var en amerikansk komponist, filminstruktør, filmproducer og manuskriptforfatter. Hans film inkludere Paramounts Stjerneparade (medinstruktørt, 1930), Kærlighedens Symfoni (1934) og En plads i solen (1937) med James Cagney.
Hans to bedst kendte sange er I remember youog Tangerine, begge med tekst af Johnny Mercer, og med i hans sidste film The Fleet's In (1942).
I 1935 var han nomineret til en Oscar for bedste instruktør.

## Liv og karriere
Schertzinger blev født i Mahanoy City, Pennsylvania, som barn af musikalske forældre af Pennsylvania Dutch-herkomst, tiltrak han sig opmærksomheden som et vidunderbarn på violin i en alder af fire år.
Som otteårig var han violinist i flere orkestre inklusiv Victor Herberts orkester og John Philip Sousas band. I sine teenageår gik han på Brown Preparatory School i Philadelphia, og gav violinkoncerter mens han turnerede i Amerika og Europa.
Schertzinger studerede musik ved universitetet i Bruxelles. Han fortsatte med at markere sig som en koncertviolinist og derefter også som en symfonidirigent.
Han arbejdede også som sangskriver og tilføjede tre sange med tekster af producenten Oliver Morosco til L. Frank Baum og Louis F. Gottschalks musical The Tik-Tok Man of Oz.
Hans første møde med filmindustrien kom i 1916 da Thomas Ince bestilte ham til at komponere den orkestrale akkompagnement til hans store stumfilm, Menneskehedens Svøbe.
Fortsat under Inces ansættelse blev Schertzinger hovedinstruktør for de populære Charles Ray-film.
Efter introduktionen af lydfilm, blev Schertzinger ved med at instruere, men begyndte også at komponere sange til film, og nogæe gange var han også manuskriptforfaetter of filmproducer. Selvom han arbejdede tæt sammen med Paramount Pictures, tilbragte Schertzinger 1930'erne som Freelancer. Nogle af hans bedste film som Kærlighedens Symfoni fra 1934 og Mikadoen fra 1939 viste hans store kendskab til musikkens verden.
Schertzinger giftede sig med Julia E. Nicklin, med hvem han var gift med til sin død. De fik to døtre, Patricia og Paula, i begyndelsen af 1920'erne.
Schertzinger døde uventet af et hjerteanfald i Hollywood i en alder af 53 år, da han lige havde afslutte arbejdet på The Fleet's In. Han havde instrueret 89 film, og havde komponeret musik til mere end 50 film. Han blev begravet på
Forest Lawn Memorial Park.
Hollywood Walk of Fame har en stjerne til Schertzinger ved 1611 Vine Street.